# Emma z Normandii
Emma z Normandii (ur. ok. 988, zm. 6 marca 1052 w Winchesterze) – królowa Anglii, córka księcia Normandii Ryszarda I Nieustraszonego i Gunnory. Małżonka Ethelreda II Bezradnego oraz Kanuta Wielkiego, władców Anglii. Jako żona Kanuta była dodatkowo królową Danii i Norwegii. Głównym źródłem na jej temat jest Encomium Emmae Reginae powstały na jej zamówienie w latach czterdziestych XI wieku.

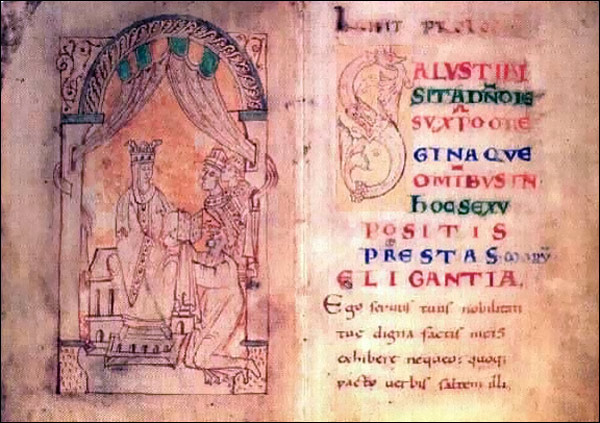
Karta z Encomium Emmae Raginae, królowa Emma otrzymuje egzemplarz księgi z rąk jej autora

## Życiorys
Króla Ethelreda II poślubiła 5 kwietnia 1002 r. w Winchesterze. Ethelred był wcześniej dwukrotnie żonaty. Był synem króla Edgara Spokojnego i Elfridy, córki earla Ordgara. Emma miała z nim dwóch synów, Edwarda i Alfreda. Po duńskiej inwazji na Anglię w 1013 r. obaj synowie udali się do Normandii. Po śmierci Ethelreda w 1016 r. Emma poślubiła nowego króla, Kanuta Wielkiego, syna Swena Widłobrodego, króla Danii, i Sygrydy Storrådy, być może córki Mieszka I. Ślub odbył się 2 lipca 1017 r. Z tego małżeństwa Emma doczekała się syna i córki.
Po śmierci Kanuta w 1035 r. tron Anglii objął pasierb Emmy, syn Kanuta z nieprawego łoża, Harold. Emma natomiast dążyła do tego, aby na angielskim tronie zasiadł któryś z jej synów. Ponieważ jej syn ze związku z Kanutem, Hardekanut, walczył ze swoimi wrogami w Skandynawii, Emma wezwała z Normandii synów z pierwszego małżeństwa. Harold obronił jednak swoją pozycję. Alfred został pojmany i oślepiony. Zmarł niedługo później. Edward ponownie uciekł do Normandii. Niedługo później Anglię opuściła również Emma, która udała się na dwór hrabiego Flandrii.
Emma powróciła do Anglii dopiero po śmierci Harolda w 1040 r., kiedy tron objął Hardekanut. Po jego bezpotomnej śmierci nowym królem został Edward. Emma nie poparła jednak swojego syna, tylko króla Norwegii Magnusa Dobrego. Spowodowało to, że Emma została odsunięta z dworu królewskiego. Zmarła w 1052 r.

## Potomkowie
Z pierwszego małżeństwa miała dwóch synów:
- Edward Wyznawca (ok. 1004 – 4 stycznia 1066), król Anglii,
- Alfred Ætheling (ok. 1012 – 5 lutego 1037).

Z drugiego małżeństwa miała dwoje dzieci:
- Hardekanut (1018 – 8 czerwca 1042), król Danii i Anglii,
- Gunhilda lub Kunegunda (ok. 1020 – 18 lipca 1038), pierwsza żona Henryka Bawarskiego, późniejszego cesarza Henryka III.

## Genealogia
| 4. Wilhelm I Długi Miecz zm. 17 grudnia 942 |  |                                                 |  |  |                                      |
|                                             |  | 2. Ryszard I Nieustraszony zm. 20 listopada 996 |  |  |                                      |
| 5. Sprota z Senlis                          |  |                                                 |  |  |                                      |
|                                             |  |                                                 |  |  | 1. Emma z Normandii zm. 6 marca 1052 |
| 6. nieznana osoba                           |  |                                                 |  |  |                                      |
|                                             |  | 3. Gunnor zm. 1031                              |  |  |                                      |
| 7. nieznana osoba                           |  |                                                 |  |  |                                      |
|                                             |  |                                                 |  |  |                                      |

## W kulturze popularnej
W serialu Wikingowie: Walhalla portretuje ją aktorka Laura Berlin.